# Дем'янівка (Сватівський район)
Дем'яні́вка — село в Україні, у Білокуракинській селищній громаді Сватівського району Луганської області.
Площа села 261,6 га. Селом тече річка Борова, ліва притока Сіверського Дінця.

## Історія

### Давні часи
На території села знайдено декілька археологічних знахідок різних часів. У 1987 році викладач Ворошиловградського педагогічного інституту Красильников К. І. знайшов рештки неолітичної стоянки, елементи ямної, катакомбної та зрубної культур. На околиці села розташована група курганів, що датується 2 тисячоліттям до н. е.. Археологічні знахідки зберігаються в Луганському університеті та Національній академії наук України.

### Заснування села
Дем'янівка виникла на початку XVIII століття. Її заснування пов'язують з першопоселенцем Дем'яном. Першопоселенці брали участь у створенні першого російського флоту у Воронежі. Верхів'я річки Борова заселяли українці-«черкеси» з Київської, Полтавської, Чернігівської губернії та центральних районів Росії. Перша згадка про село в письмових джерелах відноситься до 1793 року. У 1906 році, під час Першої російської революції селяни сіл Дем'янівка, Шовкунівка, які працювали в економії поміщика Фандєєва, підняли бунт, вимагаючи поліпшення харчування, підвищення оплати праці. Три дні селяни не приступали до роботи, а на четвертий поміщик змушений був погодитися з вимогами селян.

### Радянська влада
Радянська влада в селі встановлена в грудні 1917 року. Будяк О. П. і П. С., Ворочок Я. О., Верзун О. С., Путненко П., Недайхліб П. утворили перший революційний комітет, головою обрано О. П. Будяка. Партійний осередок ВКП(б) (Потьомка М. Г.) і комсомолу (Ю. Лісовий) створені в 1929 році. Організаторами перших колгоспів були Болоба Т. А., Будяк П. І., Потьомка А. Г.
Під час Голодомору 1932—1933 років за архівними даними в тогочасній Дем'янівській сільській раді загинуло 273 особи. Вимирали цілими родинами. В один день вимерли великі родини Токаренків, Антоненків, Сидоренків. Селяни масово виїжджали на Донбас та до Росії.
Організаторами перших колгоспів були Болоба Т. А., Будяк П. І., Потьомка А. Г. У 1934—1935 роках у колгосп було поставлено американські трактори «Фордзон». Федоренко Ф. А. і Ф. І., Петренко Г. І. стали трактористами; Шевченко Н., Акименко В., Петченко В. — жінками-трактористами; Петренко А. Г. — комбайнером. На початку 1940-х років відбулося об'єднання дрібних колгоспів у два: «імені Сталіна» (Болоба Іван Митрович) та «Прапор праці».

### Війна
Під час наступу німецької групи «Південь» в рамках операції «Клаузевіц» 8 липня 1942 року частини 38 армії Південно-Західного фронту Червоної Армії були відведені на лінію оборони Нагольна-Ровеньки-Курячівка-Білокуракине. Увечері 9 липня під загрозою потрапити в полон частини 38 армії відвели війська на схід.
Від 9 липня 1942 року по 21 січня 1943 року село було окуповане німецькими військами. Створено сільську управу під головуванням Акименка П. М. У поліції записалися Паненко В., Акименко М., Федоренко С.. 20 юнаків і дівчат було відправлено остарбайтерами на роботу до Третього Рейху.
Під час Острогозько-Россошанської наступальної операції частинам Південно-Західного фронту була поставлена задача вийти 18 січня 1943 року на лінію Шахове — Нагольна — Дем'янівка — Грицаївка — Гайдуківка. Через спротив німців та значне відставання тилових частин забезпечення лише 21 січня бійці 747 полку 172 стрілецької дивізії відбили село.
У роки Другої світової війни 134 жителя села воювали на фронтах, 73 з них загинули. 21 уродженець села за героїзм відзначені орденами і медалями. За мужність і відвагу уродженцю села Дем'янівка В. М. Федоренко присвоєно звання Героя Радянського Союзу.

### Повоєнні часи
Після війни у 1950 році відбулося укрупнення колгоспів «імені Чапаєва» та «імені Куйбишева» в артіль «імені Куйбишева» з центром в селі Шовкунівка (голова Терещенко Іван Данилович). Для потреб колгоспу і освітлення будівель населення придбано електростанцію ДТ-54. У 1958 році колгосп «імені Куйбишева» та «імені Щорса» приєднали до колгоспу «імені Сталіна», головою обрано Сєрого Григорія Дмитровича. 1961 року колгосп перейменовано на «Зоря».

## Населення
Населення становить 398 осіб, 131 двір.
1885 року в колишній державній слободі Білокуракинської волості Старобільського повіту мешкало 773 особи, було 272 дворових господарства. У середині XX століття село налічувало 455 мешканців 131 двір.

## Вулиці
У селі існують вулиці: Центральна, Молодіжна, Трудова.

## Економіка
За часів СРСР у селі розміщувалась центральна садиба колгоспу «Зоря», за яким було закріплено 5340 га сільськогосподарських угідь, з них 4152 га орної землі. Основним виробничим напрямом господарства було зернове рослинництво та м'ясо-молочне тваринництво.
Керівники колгоспу:
- 1950—1955 — Терещенко Іван Данилович.
- 1955—1957 — Нечаєв Микола Павлович.
- 1957—1958 — Спиця Олександр Євгенович.
- 1958—1965 — Сєрий Григорій Дмитрович.
- 1965—1975 — Андронов Микола Степанович (1927—1996).
- 1975—1981 — Чернишов Володимир Андрійович.
- 1981—1986 — Урсол Анатолій Іванович.
- 1986—1997 — Писаренко Віктор Григорович.
- 1997 — 2022 Ведмеденко Микола Григорович, нагороджений орденом «За заслуги».

На розпайованих землях господарює СТОВ «Зоря», під керівництвом Ведмеденка. Близько 140 працюючих. Вирощування зернових та технічних культур, м'яса, виготовлення сумішей для годівлі тварин, молоко.
На території Дем'янівської сільської ради утворено 7 фермерських господарств: Діоніс, Веселка, Лідер, Факел, Самарський, В'юненко, Березень.

## Транспорт
Розташоване за 20 км від райцентру і 18 км від залізничної станції Білокуракине на лінії Валуйки — Кіндрашівська-Нова. З райцентром пов'язане асфальтованою автодорогою.

## Культура
Першу 3-річну земську школу з російською мовою викладання в селі було збудовано 1882 року. За радянських часів у селі були побудовані восьмирічна школа на 150 учнів (1968), сільський клуб, бібліотека, фельдшерсько-акушерський пункт, побутова майстерня з пошиття одягу та взуття, 2 магазини, поштове відділення, ощадна каса. За часи восьмої та дев'ятої п'ятирічок (1971–1975) в селі були побудовані контора правління колгоспу, медпункт та 95 житлових будинків. Під керівництвом Писаренка В. Г. зведено громадський центр, дитячий садочок «Чебурашка», 10 житлових будинків, перебудовано колгоспний тік, розпочато газифікацію села.
Станом на 2013 рік в школі навчається 52 учня в 8 класах, кількість персоналу становить 12 чоловік, директор Шипілов В'ячеслав Опанасович.
У селі під керівництвом Шилової-Євсюкової Т. М. працює дитячий ансамбль «Дем'яночка», під керівництвом Гринько Л. М. працює художній колектив «Струмочок».

## Церква
1846 року в день обретіння мощей святителя Митрофана, єпископа Воронезького чудотворця в селі було збудовано й освячено дерев'яну церкву святителя Митрофана. В пам'ять зруйнованої церкви 2003 року в недобудованому приміщенні під ГРП була відкрита церква святителя Митрофана. Станом на 2016 рік настоятелем храму служить ієрей Євгеній Кучма.

## Видатні особистості
- Малик К. О. — доярка колгоспу «Зоря», кавалер ордена «Знак Пошани», депутат Верховної Ради СРСР восьмого скликання.
- Петченко А. І. — ветеран, нагороджений орденом Червоної Зірки за оборону Сталінграда.
- Потьомка А. Г. — ветеран, нагороджений 2 орденами Червоної Зірки, орденом Червоного Прапора.
- Сухоставський І. Я. — бригадир тракторної бригади, нагороджений орденом Жовтневої Революції, срібною медаллю ВДНГ СРСР.
- Федоренко В. М. — кулеметник 185 гвардійського полку 60 гвардійської стрілецької дивізії 6 гвардійської Армії, Герой Радянського Союзу, нагороджений орденами Богдана Хмельницького, Червоної Зірки, Червоного Прапора, орденом «Знак Пошани».
- Харченко С. Г. — ветеран, повний кавалер ордена Слави.